# Bon Pasta

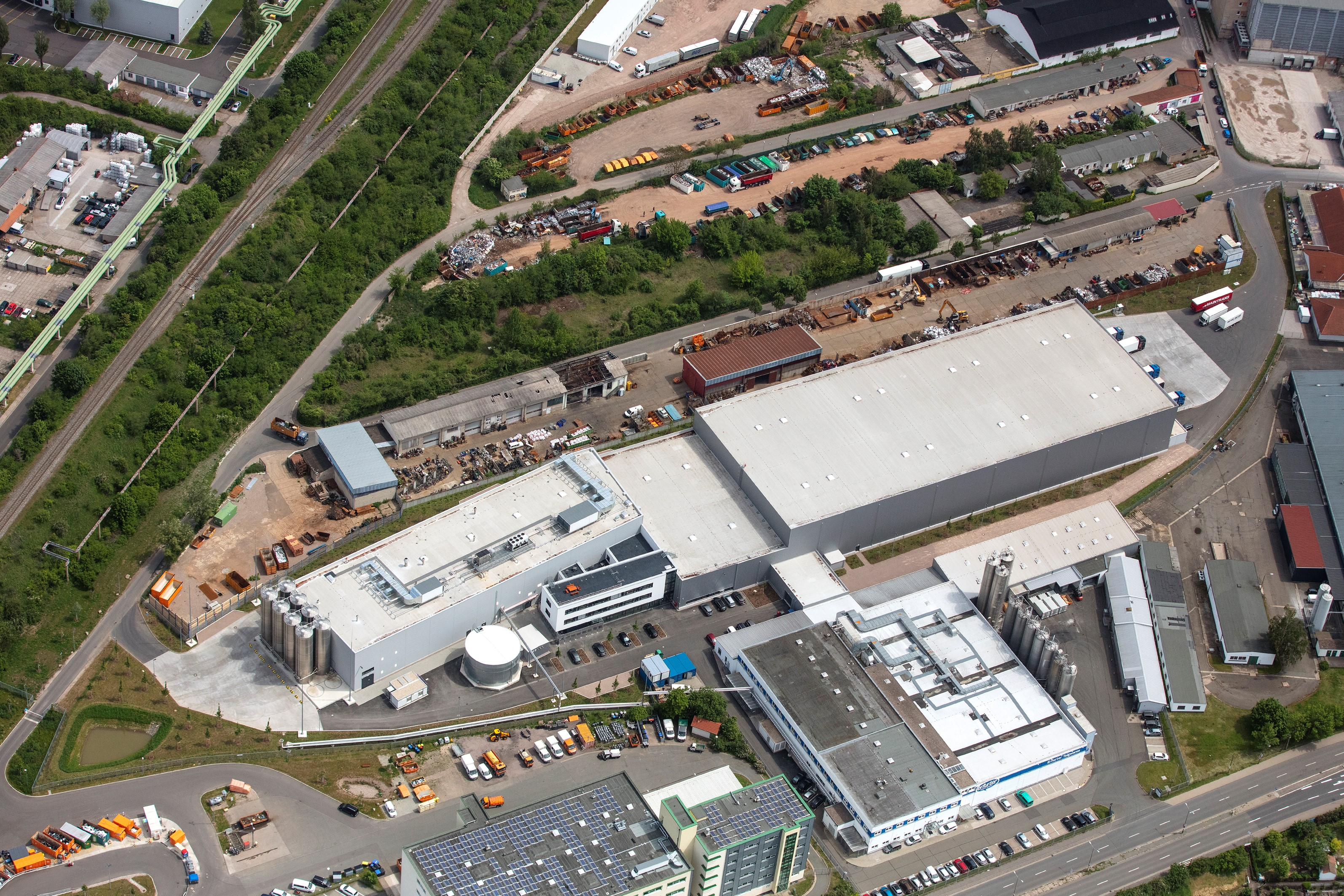
Die Bon Pasta GmbH

Die Bon Pasta GmbH (ehemals Erfurter Teigwaren GmbH) ist die älteste Nudelfabrik Deutschlands mit Sitz in Erfurt. Seit 1793 werden dort Teigwaren hergestellt. Das Unternehmen ist mit einer Produktionsmenge von ca. 110.000 Tonnen pro Jahr der größte Nudelhersteller in Deutschland.
Seit Ende 2022 gehört das Unternehmen zur Schwarz Produktion.

## Geschichte

### Anfänge der Nudelproduktion in Erfurt
Mit dem Erwerb des Erfurter Bürgerrechts begann der Kaufmann und Nudelmacher Johann Peter Belling im Jahr 1793 mit der Produktion von Nudeln am Standort Erfurt.
Erfurt wurde während der Napoleonischen Kriege von 1806 bis 1814 von französischen Truppen besetzt. Johann Peter Belling fertigte in diesem Zeitraum Nudeln explizit für die Soldaten. Bei der Belagerung des Erfurter Petersberges wurde er festgesetzt und starb noch vor 1816.
Nach dem Tod Bellings wurde das Unternehmen von seiner Witwe, Anna Sabina, weitergeführt. Im Jahr 1825 kaufte Martin Wilhelm, der Sohn von Anna Sabina und Johann Peter Belling die Kupferhammermühle in Ilversgehofen. Die Produktion wurde an diesen Standort verlegt.
Anna Sabina Belling starb 1842 und die Mühle in Ilversgehofen wurde verkauft. Anschließend wurden die Teigwaren wieder am ursprünglichen Produktionsstandort, in der Johannesstraße 136, hergestellt.

### Ära Nudel-North

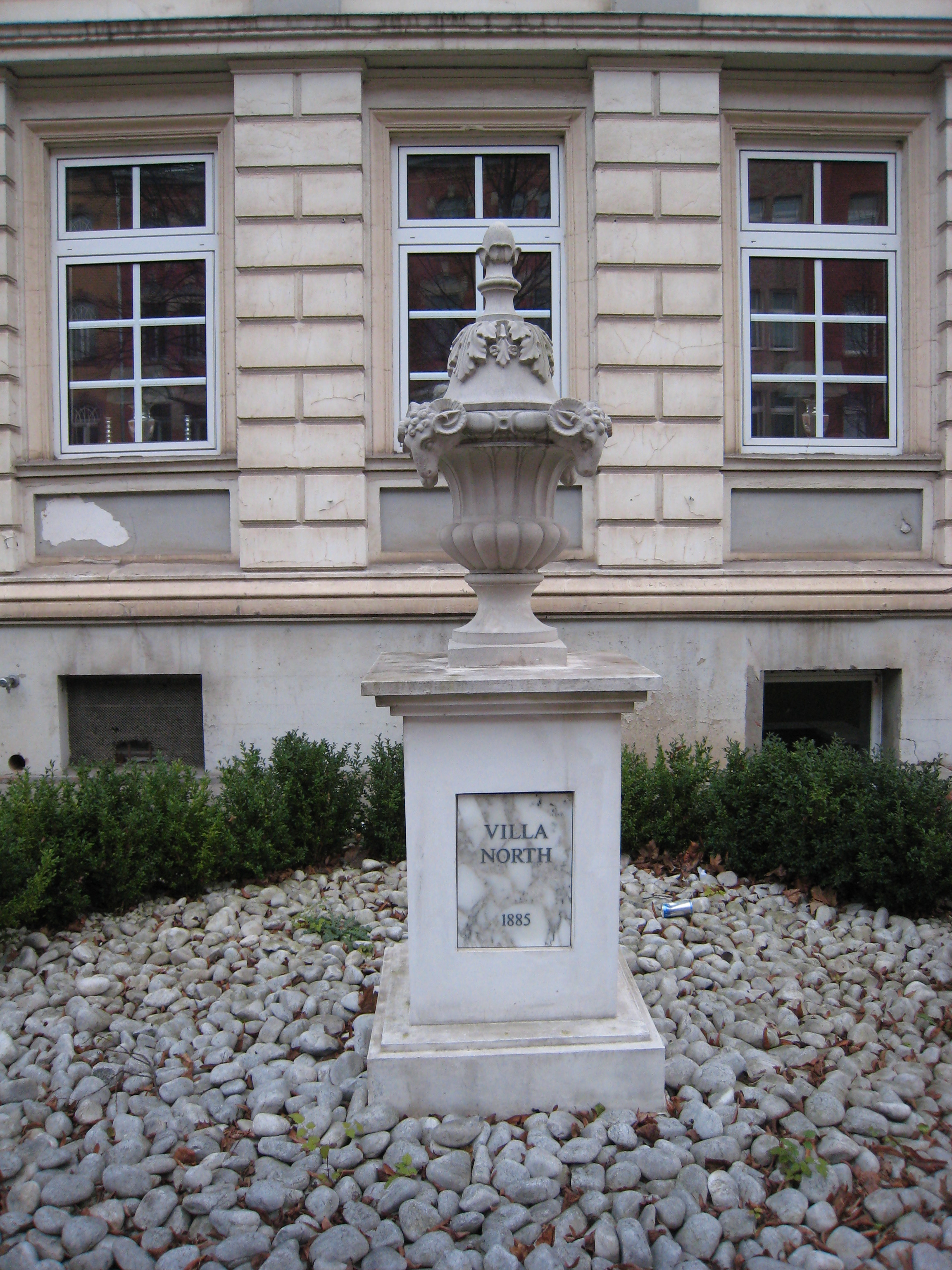
Die North-Villa in der Stauffenbergallee 5

Im Jahr 1860 wurde die Teigwarenfabrik von Ferdinand North übernommen.
23 Jahre später gelang Ferdinand North der Durchbruch. Er entwickelte die „Hausmacher Eierschnittnudel“, welche die Verkaufszahlen nach oben trieb. 1884 erfolgte der Umzug der Northschen Nudelfabrik in die Roonstraße 16 in Erfurt.
Anfang 1896 übernahmen die beiden Söhne von Ferdinand North, Georg und Johannes, die Nudelfabrikation sowie das Handelsgeschäft. Johannes North schied vier Jahre später aus dem Unternehmen aus. Das Unternehmen erhielt Anfang 1904, auf der Weltausstellung in St. Louis, die Goldmedaille für die herausragende Qualität der Teigwaren aus Erfurt.
Die familiäre Tradition wurde fortgesetzt, indem im Jahr 1922 die Söhne von Georg North, Hans und Gerhard, Mitgesellschafter der neu gegründeten OHG wurden. Georg North starb 1924.
Als Folge der Weltwirtschaftskrise 1929 erwirtschaftete die OHG Ferdinand North in der Zeit von 1931 bis 1936 große Verluste. Nachdem die größten Folgen der Wirtschaftskrise überwunden waren, folgte der Zweite Weltkrieg. Der Umsatz stieg an, da Nudeln sowohl im zivilen, als auch im militärischen Bereich sehr beliebt waren.
Nach der sowjetischen Besetzung im Juli 1945 übernahm Hans North im Dezember 1945 den alleinigen Vertretungs- und Geschäftsführungsanspruch.

### Konsum-Teigwarenfabrik
Nach teilweiser Zwangsverwaltung in den Jahren von 1946 bis 1948 erfolgte die Enteignung und die Umbenennung des Unternehmens in „KONSUM – Teigwarenfabrik Erfurt“.
Im Oktober 1948, kurz nach der Enteignung, wurde Hans North verhaftet und zwei Jahre später wegen Spionage zu 15 Jahren Arbeitslager verurteilt. Nach seiner vorzeitigen Entlassung 1954 siedelt North nach Gütersloh über. Die „KONSUM – Teigwarenfabrik Erfurt“ wurde 1966 in das neu gegründete Konsumkombinat Markkleeberg eingegliedert.

### Erfurter Teigwaren GmbH

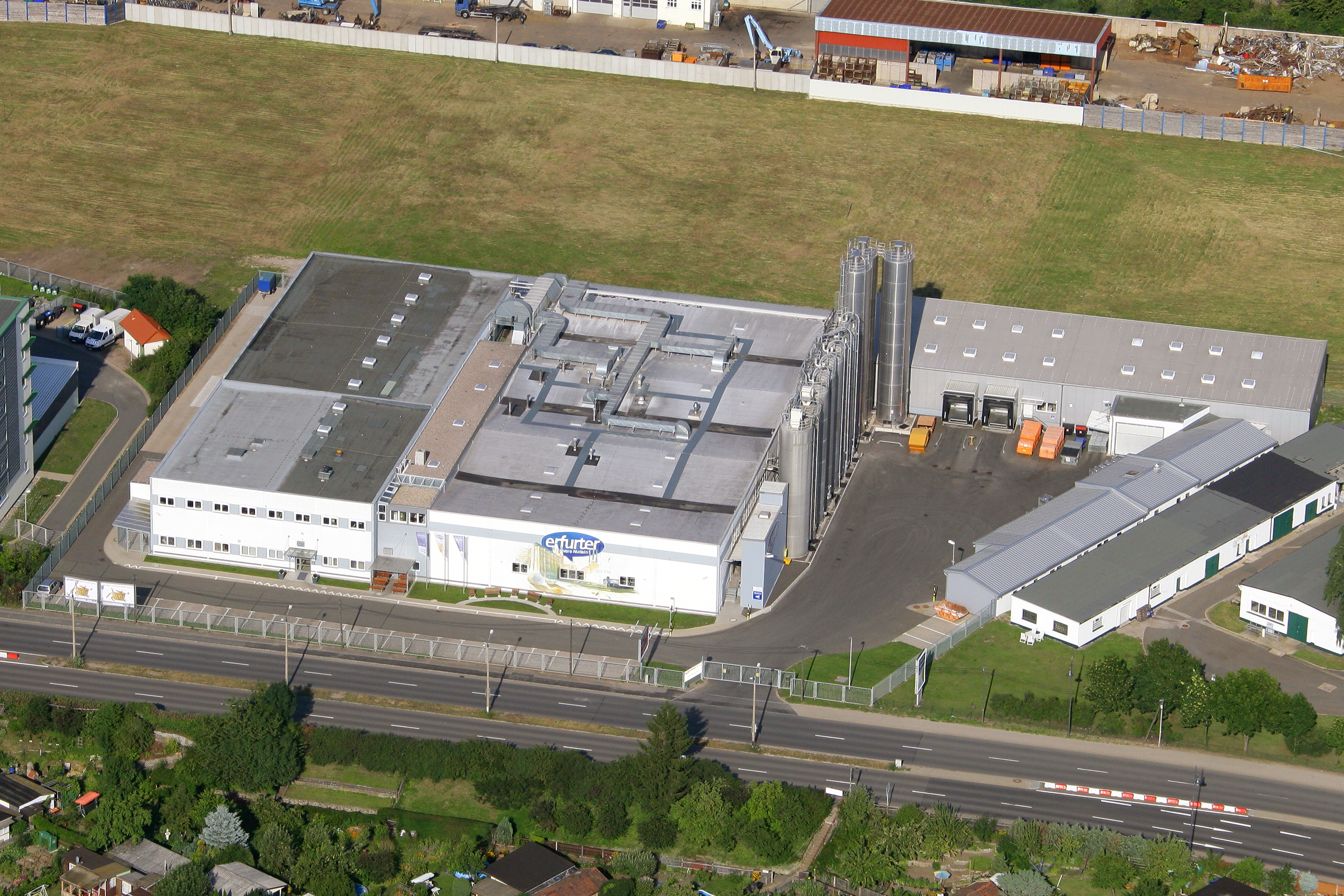
Die Erfurter Teigwaren GmbH
Luftaufnahme vor der Erweiterung

Anfang 1990 wurde das Unternehmen aus dem Konsumkombinat herausgelöst. Die Firma arbeitete ab dem 1. Juli 1990 in wirtschaftlicher Selbstständigkeit unter dem Namen „Erfurter Teigwaren GmbH“. Im Jahr 1996 erfolgte der Umzug in die Eugen-Richter-Straße, dem jetzigen Produktionsstandort.
Die Familie Heyl kaufte 2001 die Erfurter Teigwaren GmbH vom Konsumverband. Seit 2002 war das Unternehmen Teil der H&S Nudelholding, die zu 70 % dem Mühlenfabrikanten Alfred Heyl (Heyl-Mühlen, Bad Langensalza) und zu 30 % dem Nudelfabrikanten Franz-Anton Seeburger aus Spaichingen gehörte. Im Jahr 2004 wurde Gerhard Gabel Geschäftsführer. Vielfältige Umstrukturierungen und Produktneuausrichtungen wurden umgesetzt. Die Produktion wurde vervierfacht und die Mitarbeiterzahl verdoppelt. Die Firma spezialisierte sich auf die Großserienproduktion für Handel und Industrie und hat seit 2006 bewusst keine eigene Marke mehr.
Am 1. Januar 2015 übernahm die Hamburger Lampe Privatinvest Management GmbH, damals eine mittelbare Tochter der Dr. August Oetker KG, die Anteile der Heylschen Familienholding Emphor GmbH & Co. KG und fungierte seitdem als Mehrheitsgesellschafter der Erfurter Teigwaren GmbH.

#### Erweiterungsbau
Von 2017 bis 2018 wurden hinter dem bestehenden Firmengelände eine weitere Produktionshalle sowie ein Hochregallager und ein Verwaltungsgebäude gebaut. Das „Werk 2“ verdoppelte die Kapazität der Produktion. Mit der Erweiterung stieg außerdem die Mitarbeiterzahl auf rund 170 Personen und heute ist die Erfurter Teigwaren GmbH der größte Nudelhersteller in Deutschland. Das Geschäftsmodell ist weiterhin gleich geblieben: Es werden ausschließlich Handelsmarken und Nudeln für die weiterverarbeitende Industrie hergestellt.

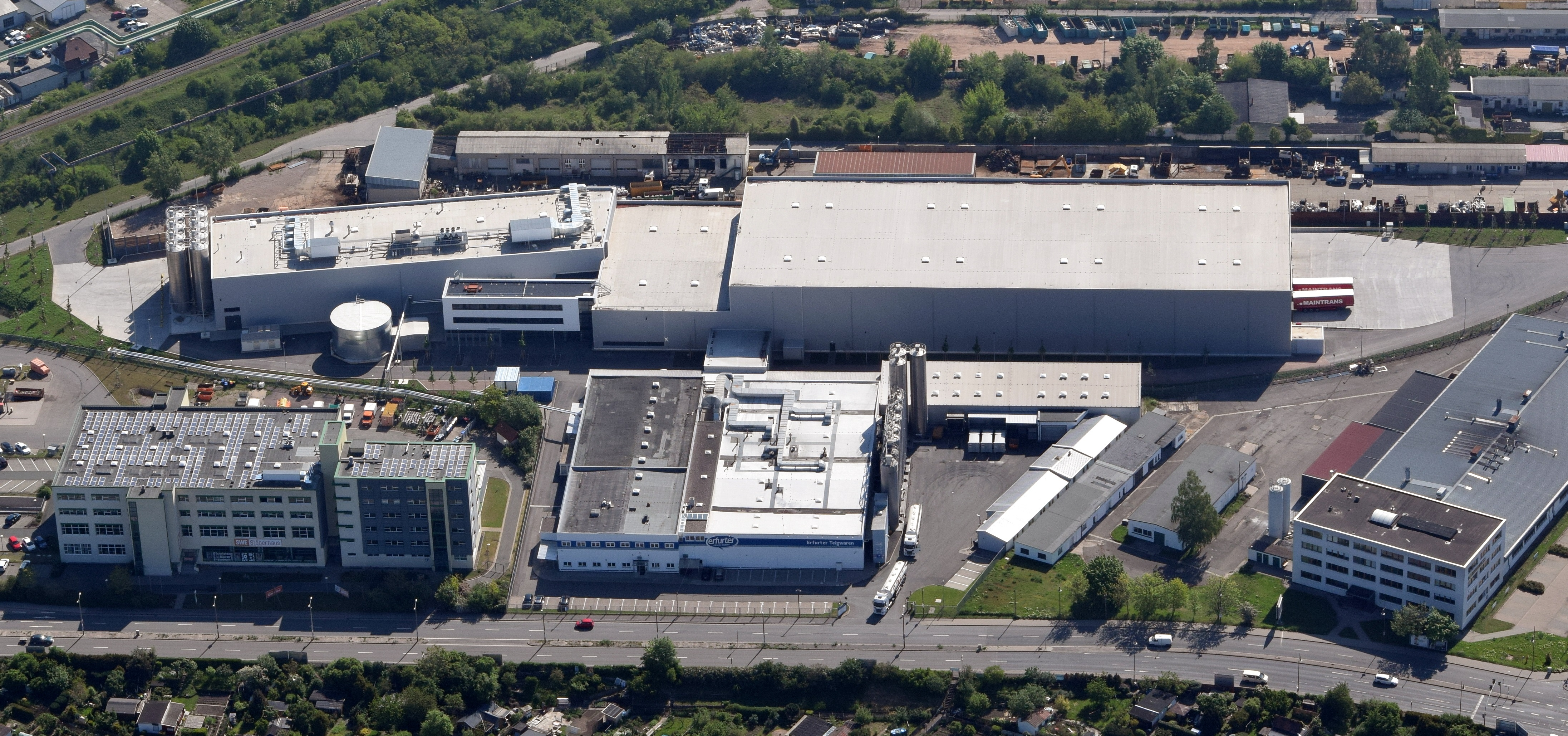
Luftaufnahme mit dem Erweiterungsbau „Werk 2“

### Übernahme durch die Schwarz Gruppe
Im September 2022 gab die Schwarz Produktion Stiftung & Co. KG, Eigenmarkenhersteller der Schwarz Gruppe (Lidl, Kaufland), bekannt, die Erfurter Teigwaren GmbH zu übernehmen. Im Zuge der Übernahme wurde das Unternehmen umbenannt in Bon Pasta GmbH.

### Produkte und Zertifizierungen
Das Lieferprogramm umfasst:
- Produkte für den Lebensmitteleinzelhandel
  - Hartweizenteigwaren mit und ohne Ei
  - Bio-Hartweizenteigwaren
  - Bio-Vollkornhartweizenteigwaren
  - Dinkelteigwaren
  - Bio-Dinkelteigwaren
- Produkte für die weiterverarbeitende Industrie
  - Sterilisationsfeste Teigwaren
  - Tiefgetrocknete Teigwaren
  - Teigwaren für Salate, Tiefkühl-, Mikrowellen-, Dosen und sonstige Nudelfertiggerichte

Es bestehen Zertifizierungen gemäß:
- IFS Food – International Featured Standard
- EMAS III
- audit berufundfamilie
- KAT
- Bio (DE-Öko-001)
- ISO 14001
- ISO 22000